# Žeden
Žeden (makedonsky Жеден) je pohoří v severozápadní části Severní Makedonie, jižně od tzv. Žedenské soutěsky. Západně od pohoří se nachází Položská kotlina a východně pak metropole země, Skopje (na jehož území částečně leží). Pohoří tvoří především vápenec.  Nejvyšším vrcholem pohoří je Golem Kamen (1264 m n. m.).
Svůj název má z makedonského slova, které označuje žízeň. V pohoří se totiž nachází jen velmi málo zdrojů vody. Větší prameny lze nicméně nalézt v nižších polohách a na úpatích jednotlivých vrcholů. 
Pohoří se táhne ve směru jihozápad-severovýchod a zabírá plochu o velikosti 109 km2. Nejvyšším vrcholem pohoří je Golem Kamen s 1264 m n. m., za nimi následují Žeden (1225 m n. m.), Visoka (1209 m n. m.) a Ušajna (1118 m n. m.) Jednotlivé hory jsou sporadicky zalesněné, souvislý pás lesů existuje především na severních svazích a v údolích jednotlivých potoků. Na svazích pohoří se nacházejí také dvě jeskyně – Dona Duka a Bojansko Pešter. 